# Municipio de Triesenberg
Triesenberg es un municipio del principado de Liechtenstein. Limita al norte con la ciudad de Vaduz, al noreste con Schaan y Planken, al este con exclaves de Schaan, Balzers y Vaduz, al sur con Triesen y un exclave de Balzers, y al oeste con Triesen. Además gracias a su exclave limita también con el municipio de Nenzing.

## Lugares de interés
- Parroquia de Triesenberg.
- Ayuntamiento de la ciudad.
- Pista de Esquí de Triesenberg.
- Museo Walzer (museo de historia de la ciudad).

## Pueblos
Triesenberg se divide en 8 pueblos:
- Gaflei
- Malbun
- Masescha
- Rotenboden
- Silum
- Steg
- Sücka
- Wangerberg

## Comunicaciones
Triesenberg cuenta con un teleférico para acceder a lo alto de la montaña, y que es visitado todos los años por miles de turistas. Para llegar a la ciudad, se puede coger uno de los muchos autobuses que comunican todo el país. También se puede ir en coche o en bicicleta, ya que hay muchos carriles bici. 

## Deporte
El FC Triesenberg es uno de los siete equipos que hay en Liechtenstein. Aunque el deporte más importante de la ciudad es el fútbol, el otro más importante es el esquí y el snowboard, que practican en la estación de esquí que hay cerca de la ciudad de Triesenberg. Otro deporte importante es el hockey y el balonmano, y están promoviendo el ciclismo en la ciudad. En invierno se realiza una maratón que recorre el municipio.

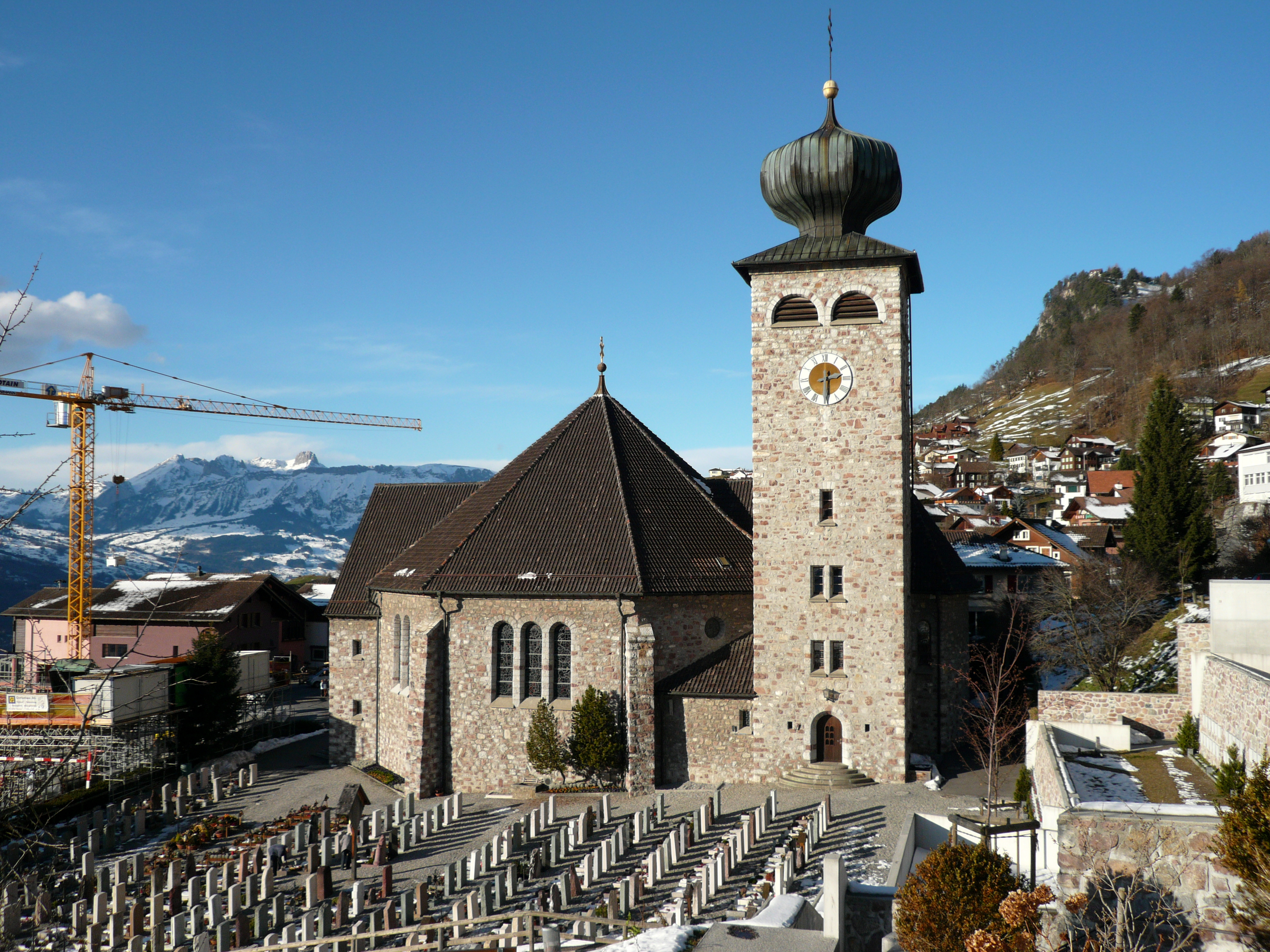
Iglesia de Triesenberg.